# Гордана Смуђа
Гордана Смуђа, рођена је 1982. године у Београду, где је 2005. године завршила мастер студије Драматургије на Факултету драмских уметности. Од 2004. до 2009. године похађала је већи број стручних курсева у земљи и иностранству, на којима се усавршавала у областима документарног филма, етике и естетике филма, истраживачког новинарства, маркетинга, итд. Гордана је била стипендиста Фонда за развој научног и уметничког подмлатка Министарства просвете РС (2005—2006), стипендиста Министарства образовања и спорта РС (2005—2007), Универзитета “Данте Алегијери”, Ређо Калабрија у Италији и Италијанског културног центра у Београду (2005). Говори енглески, италијански, немачки и руски језик. Била је сарадник или запослени у низу медијских и маркетиншких кућа између 1997. и 2011, драматург и извођач више представа у земљи и иностранству, сарадник часописа “Маркетинг Србија”, “Црта”, “Статус”, као и програмски уредник, селектор, ПР, продуцент и директор креативних кампања Фестивала дугометражног документарног филма, Биоскопа “Балкан”, Дома културе Студентски град у Београду, Кинотеке, Дома омладине... Аутор је већег броја позорнишних и радио драма, сценарија, есеја и теоријских радова о филму и позоришту. До сада је објављивала поезију и кратке приче на интернет сајтовима, у електронском часопису “Трећи трг”, БЕЛЕФ публикацији “Нови поредак текста” (2007)
Гордана Смуђа је добитник награде Млади Дис за 2011. годину која јој је додељена на завршним свечаностима 48. Дисовог пролећа